# Dichaetothyrea punctulata
Dichaetothyrea punctulata är en tvåvingeart som först beskrevs av de Meijere 1911.  Dichaetothyrea punctulata ingår i släktet Dichaetothyrea och familjen rovflugor. Inga underarter finns listade i Catalogue of Life.